# Relaciones Estados Unidos-Gambia
Las relaciones Estados Unidos-Gambia son las relaciones diplomáticas entre Estados Unidos y Gambia.

## Historia
En ruta a Casablanca para una conferencia y luego a Liberia, Franklin D. Roosevelt se detuvo en Banjul en 1943.
La política de EE. UU. busca construir relaciones mejoradas relaciones diplomáticas con Gambia sobre la base de vínculos históricos, respeto mutuo, gobierno democrático derechos humanos y adhesión a las resoluciones de la ONU sobre contraterrorismo , diamantes en conflicto, y otras formas de trata. Tras el éxito de las elecciones presidenciales y legislativas de Gambia en octubre de 2001 y enero de 2002, respectivamente, el Gobierno de los Estados Unidos determinó que un gobierno elegido democráticamente asumió el cargo y, por lo tanto, levantó las sanciones que impuso contra Gambia de conformidad con la Sección 508. de la Ley de Asistencia Extranjera como resultado del golpe de Estado de 1994. La asistencia de los Estados Unidos apoya a democracia, derechos humanos, educación de las niñas y la lucha contra VIH/SIDA. Además, el Cuerpo de Paz mantiene un amplio programa con unos 100 voluntarios que participan en el  medio ambiente, salud pública y sectores educativos, principalmente a nivel de aldea.

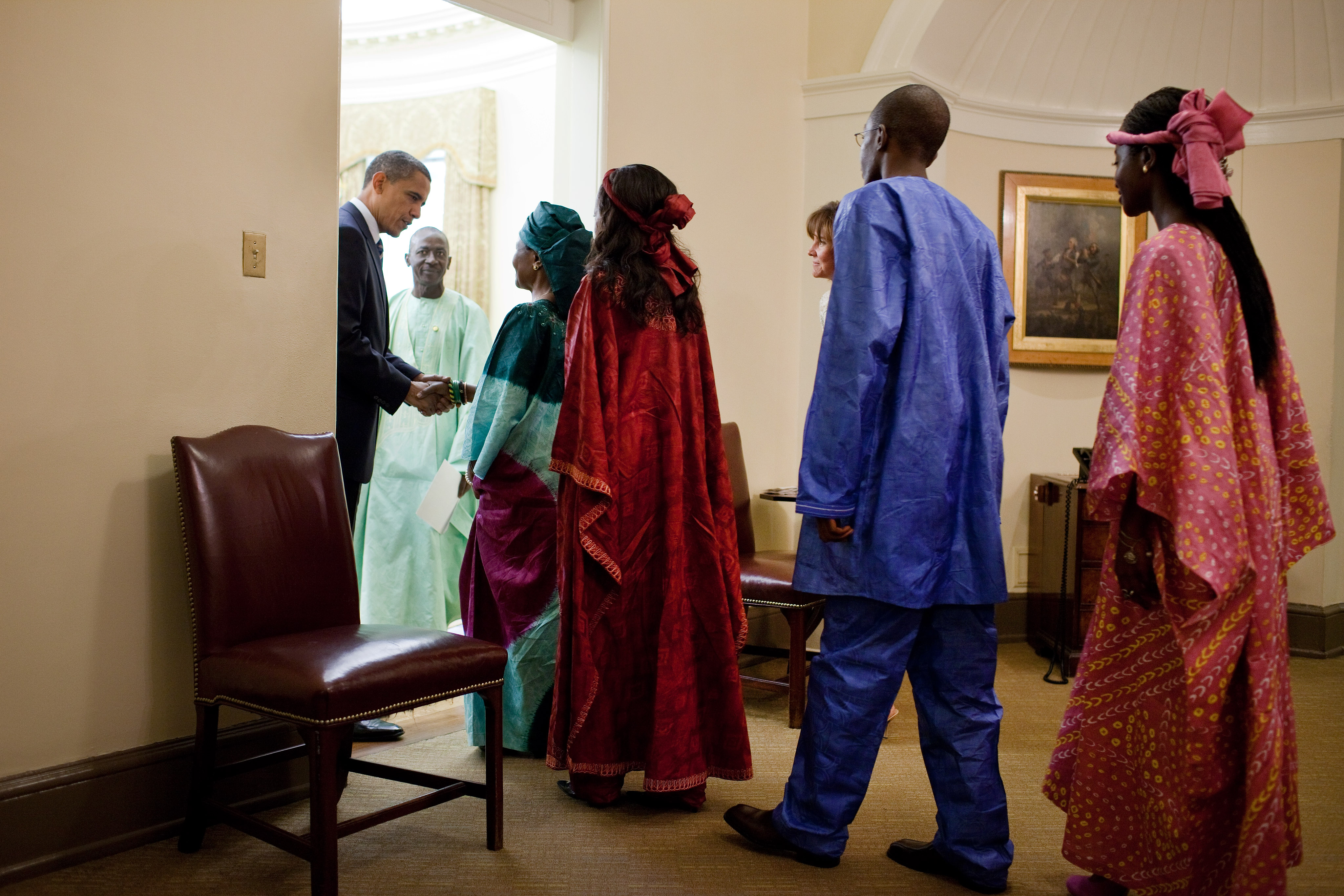
El embajador de Gambia entrante, Alieu Momodou Ngum, y su familia se reúnen con el presidente Barack Obama en la Casa Blanca.

Las relaciones con los EE. UU. No han mejorado significativamente debido a los defectos de los derechos humanos y la libertad de prensa, que dieron como resultado la suspensión del pacto de Gambia con la Corporación del Desafío del Milenio (MCC) en junio de 2006. Gambia fue elegible para recibir beneficios comerciales preferenciales según la Ley de Crecimiento y Oportunidad de África (AGOA) el 1 de enero de 2003.
Los principales funcionarios de los Estados Unidos incluyen a Embajador Barry Wells.
La Embajada de los Estados Unidos en Gambia se encuentra en Fajara (13°27′43.1″N 16°41′12.1″O / 13.461972, -16.686694). La oficina del Cuerpo de Paz está cerca de la embajada.
Aeropuerto Yundum fue un sitio de aterrizaje de emergencia para el transbordador espacial de la NASA.